# Вайсс, Владимир (1939)
Владимир Вайсс (словац. Vladimír Weiss; 21 сентября 1939, Врутки — 23 апреля 2018) — чехословацкий футболист, игравший на позиции защитника. Участник Олимпийских игр 1964 года.

## Карьера игрока

### Клубная
Начинал карьеру в команде «Локомотив» из родных Вруток. В 1958 году перешёл в команду «Братислава», в составе которой завоевал титул чемпиона Чехословакии. Выступал в клубе «Интер» после его слияния с «Братиславой», провёл 236 игр и забил 6 голов за все игры в Чехословакии. Завершал карьеру в «Банике» из Прьевидзы и «Трнавке».

### В сборной
17 мая 1964 дебютировал в матче за сборную Чехословакии: в Праге его сборная уступила со счётом 2:3 сборной Югославии. Провёл ещё два матча: 25 апреля 1965 в Братиславе против Португалии и 19 сентября 1965 в Праге против Румынии. Матч против Португалии был решающим за право поехать на чемпионат мира в Англию. Чехословакия проиграла матч 0:1, а Владимир не забил пенальти. Матч против Румынии чехословаки выиграли 1:0.
В составе олимпийской сборной завоевал серебряные медали на Олимпийских играх 1964 в Токио.

## Карьера тренера
Тренировал впоследствии малоизвестные чехословацкие клубы «Трнавка», «Рапид» из Братиславы, «Пезинок» и «Лимбах».

## Личная жизнь
Отец Владимира Вайсса, игрока сборной Чехословакии и бывшего тренера сборной Словакии. Дед Владимира Вайсса, футболиста сборной Словакии.
В 1990-е у него был обнаружен сахарный диабет, из-за чего ему пришлось делать операцию по ампутации части стопы.